# Mercedes-Benz W124
Mercedes-Benz W124 a fost un automobil fabricat în Germania între anii 1984 și 1996. W124 este denumirea internă conferită de producător seriei de automobile Mercedes-Benz E-Clas produse din 1984 până în 1995/96. În plus, aceasta este prima generație de automobile care primește denumirea de clasa E. După anul 1984, modelele seriei W124 le-au înlocuit pe cele din seria W123, iar în 1995, acestora le-a urmat seria W210 clasa E.

## Istoric
Seria W124 este una de automobile de dimensiuni medii. Datorită inginerilor Germani, costurilor ridicate, precum și standardelor de calitate a producției, seria W124 a fost creată să reziste pe distanțe lungi și în orice condiții, fiind testată în acest sens și primind numeroase premii.
Suspensiile față foloseau arcuri separate, cu amortizor și cap din cauciuc. Suspensiile din spate ale lui W124 erau dotate cu sistemul multi-link axle  introdus de Mercedes-Benz în anul 1982, odată cu lansarea lui Mercedes 190, și care, în prezent, este dotare standard pentru cele mai multe automobile moderne. Mașinile tip estate (și în mod opțional cele tip limuzină și coupé) erau dotate, în partea din spate, cu suspensii nivelatoare asemeni celor de la Citröen, construite cu traverse pentru absorbția șocurilor, cu sfere de suspensie pline cu combustibil, care îndeplineau rolul amortizoarelor și o pompă de presiune, montată imediat sub capotă. Spre deosebire de Citröen, Mercedes a optat pentru o gardă fixă în timpul condusului, cu arcuri elicoidale pe spate, pentru a menține garda mașinii pe timpul staționării.
Modelul R129 SL roadster a avut la bază platforma W124 și, în schimb, W124 a fost ulterior dotat cu motorul sport al lui R129, creând astfel Mercedes-Benz 500E.
Cea mai mare parte a tehnologiei și cele mai multe dintre dotările lui W124 erau considerate elemente de avangardă în domeniul auto, la momentul lansării acestuia. Acestea includeau inovații tehnologice care ulterior au fost adoptate de întreaga industrie. Acesta avea unul dintre cei mai mici coeficienți aerodinamici ai vremii (0.28 pentru modelul 200 / 200D, produs pentru piața europeană, cu cauciucuri 185/65 R15). Acesta se datora formei aerodinamice a caroseriei automobilului, care includea un cofraj de plastic pentru șasiu, pentru a fluidiza circulația aerului pe sub mașină, reducând consumul de carburant și nivelul zgomotului produs la frecare. Mercedes-Benz W124 avea un singur ștergător, cu un mecanism central, care permitea acestuia să ajungă până la colțurile de sus ale parbrizului (mai mult decât dacă ar fi avut o traiectorie arcuită, simplă). Variantele de limuzină/sedan, coupé și decapotabile erau dotate cu tetiere pentru bancheta din spate, care putea fi ușor pliate, pentru a oferi șoferului o mai mare vizibilitate în spate. Această dotare nu era disponibilă pentru versiunea T, datorită configurației sale speciale (nu exista spațiu pentru plierea tetierelor retractabile), dar automobilele break aveau o ușă în spate care se închidea automat cu ajutorul unui servomotor silențios, acționat de un senzor. Acesta permitea o mai bună izolare, pentru a reduce nivelul de zgomot resimțit în cabina mașinii – care era adesea o mare problemă la automobilele tip combi.
Cu excepția lui 200, care era dotat cu un carburator Stromberg sau Pierburg, și care nu era disponibil în piața americană, injecția de benzină era varianta standard, și toate motoarele incorporau tot felul de tehnologii pentru creșterea performanței autovehiculului. Cea mai notabilă dintre aceste dotări este adăugarea unui senzor pentru oxigen în sistemul de evacuare a noxelor care, cumulat cu o injecție de benzină cu acționare semiautomată, ducea la un rulaj eficient al motorului. Acesta reducea considerabil consumul de benzină, dar și indicele noxelor emise, pentru a se încadra în limita admisă. Sistemul de tracțiune integrală Mercedes – 4Matic – a fost folosit pentru prima dată la producția lui W124, în 1987.
Automobilele break (cu șasiu S124) erau disponibile în versiuni cu 5 sau 7 locuri. Modelul cu 7 locuri avea și o banchetă așezată cu fața spre partea din spate a mașinii, care era retractabilă, pentru a crea un spațiu de depozitare mai mare;  în plus acesta mai era dotat cu o plasă retractabilă, pentru transportul încărcăturii (opțiune disponibilă numai în Statele Unite până în 1994). La modelele T spătarul banchetei era montat cu 10 cm (3.9 in) mai sus decât la cele tip sedan, pentru a conferi o suprafață plată pentru transportarea mărfurilor, odată cu rabatarea banchetei. Producția modelului S124 Break a continuat și după lansarea noului W210, până la introducerea noului Break, S210, după mai bine de un an. S-a produs și o versiune coupé cu 2 uși, cu denumirea șasiului C124.
Mercedes a lansat și o variantă de cabriolet (decapotabil), în 1991 – 300CE-24 în Europa, Regatul Unit (RHD) și Japonia (LHD). În 1992 o versiunea a acestuia a fost lansată și în America de Nord – 320CE. Aceste versiuni au fost redenumite ca E320, începând cu anul 1993, completate de seria E220 de automobile mai puțin puternice, dar și mai ieftine, lansată în același an. și de modelul E200, disponibil numai în partea continentală a Europei, și lansat în 1994. Între anii 1993 și 1995, Mercedes a adus E320 cabriolet în Japonia și Statele Unite ale Americii. Din 1993 până în 1996 s-au construit 68 de cabriolete E36 AMG (54 LHD și 14 RHD) în completarea E36 AMG coupé, sedan (produse doar in varianta RHD) și combi, de asemenea modele rare. Automobilele AMG coupé sunt bazate pe a doua generație a serie 124.
AMG 3.4 CE erau toate tip LHD, și au fost produse în număr de 25, din 1988 până în 1993.
În 1997 producția cabrioletelor E320, E220 și E200 a fost întreruptă. 
În India, a fost deschisă o uzină în martie 1995, după fuziunea cu TELCO, cunoscută sub numele de Mercedes-Benz India.  Fiind dotat cu un motor diesel cu 4 cilindri, produs de Bajaj Tempo  , partenerul indian al Mercedes, W124 a fost înlocuit în India de succesorul său abia în 1997 .
Producătorii locali din Indonezia au continuat producția lui W124 până în 2000, chiar dacă în 1996 se lansase noua serie W210. Astfel că Indonezia devine singura țară cu o producție locală de W124, după întreruperea acesteia la nivel mondial, în 1995. Însă, în acea perioadă, erau disponibile doar 2 variante: E220 și E320 (celelalte variante au fost scoase din producție în 1996)..
SsangYong Motor Company din Korea a patentat designul lui W124 și continuă producția unei variante alungite și re-carosate a acestuia sub denumirea Chairman, sub marca SsangYong. Acesta are un ampatament de 2.9 m (110 in) și un motor Mercedes M104 cu 6 cilindri în serie, și o capacitate de 3.2 L. În prezent, planurile de producție ale Chairman includ 3 noi variante de motorizare: M111 de 2.3 L, M104 de 2.8 L și M104 de 3.2 L. SsangYong a dezvoltat de curând o versiune de motor M104 de 3.6 L, pentru gama de top a seriei Chairman. Acesta este cunoscut sub numele de Xgi360.

## Modele
Modelele produse între 1984 și 1993, înainte de face-lift, poartă denumirile de 200-200T (cu carburator), 200E/200TE, 230E/230TE, 230CE, 260E (doar în varianta limuzină), 300E/TE, 300E-24/300CE-24/300TE-24, 400E (indisponibil în Regatul Unit) & 500E (LHD disponibil doar în Regatul Unit). Modelele cu motor diesel includeau 200D/200TD (indisponibile în Regatul Unit), 250D/250TD & 300D/300TD. Modelele facelift, produse în perioada 1993-1996 erau cunoscute sub următoarele denumiri: E200, E220, E280, E320,E420 (indisponibil în Regatul Unit), și E500 (LHD disponibila doar în Regatul Unit). Atât versiunea tip limuzină cât și cea break ale modelelor cu face-lift, aveau pe capota din spate același nume, ceea ce înseamnă cu inițiala T nu mai era folosită pentru automobilele break. În regatul unit, modelele de după introducerea face-lift-ului erau 250 Diesel (limuzină) și E300 Diesel (limuzină și break). Seria W124 includea și o variantă cu ampatament alungit, creată pentru firmele de taximetrie, dar o versiune cu dotări de lux a acesteia era vândută și utilizată ca limuzină.
Modelele produse înainte de facelift, cu motoare cu 4 cilindri, aveau o transmisie standard, manuală în 4 trepte, dar, la cerere, aceasta putea fi schimbată fie cu o transmisie manuală în 5 trepte, fie cu una automată în 4 trepte. După facelift, producătorul a renunțat complet la transmisia manuală în 4 trepte, și a înlocuit-o cu una în 5 trepte, tot manuală. Motoarele cu 5 și 6 cilindri aveau transmisie standard în 5 trepte, manuală (excepție făcând motorul diesel turbocharged de 3.0 L, și variantele AMG), iar la cererea clientului, aceasta putea fi înlocuită de o transmisie automată în 4 trepte. Automobilele cu motorizare V8, diesel turbocharged de 3.0 L, cu tracțiune integrală (din 1990) și modelele AMG erau disponibile doar cu transmise automată în 4 trepte. Motoarele pe benzină cu 24 de valve (300E-24, 300TE-24, 300CE-24, și, mai târziu, modelele de 2.8 și 3.2 L) puteau fi produse, la comandă, și cu transmisii automate în 5 trepte.
Sistemul de tracțiune integrală (4MATIC) a devenit disponibil în 1987, pentru motoarele cu 12 valve și capacitate de 2.6 și 3.0 L , pentru cele cu benzină, și cele de 3.0 L, pentru cele diesel. Acesta nu era disponibil pentru variantele coupé și cele decapotabile. Între 1987 și 1989, automobilele cu tracțiune integrală (cu excepția celor cu motoare diesel turbo) aveau ca standard o transmisie manuală în 5 trepte, cu opțiunea înlocuirii cu una automată în 4 trepte. Din 1990, transmisia manuală era disponibilă numai pentru subseria 260E, iar motoarele de capacitate mai mare puteau fi achiziționate doar cu transmisie automată în 4 trepte.
| Serie șasiu          | Perioadă | Model                       | Motor                           | Caroserie |
| -------------------- | -------- | --------------------------- | ------------------------------- | --------- |
| 124.019              | 1993–94  | 200 E                       | 2.0 L M111.940 I4               | Sedan     |
| 124.019              | 1994–96  | E 200                       | 2.0 L M111.940 I4               | Sedan     |
| 124.020              | 1984–92  | 200                         | 2.0 L M102.922 I4               | Sedan     |
| 124.021              | 1984–92  | 200 E                       | 2.0 L M102.963 I4               | Sedan     |
| 124.022              | 1993–94  | 220 E                       | 2.2 L M111.960 I4               | Sedan     |
| 124.022              | 1994–96  | E 220                       | 2.2 L M111.960 I4               | Sedan     |
| 124.023              | 1984–92  | 230 E                       | 2.3 L M102.982 I4               | Sedan     |
| 124.026              | 1987–90  | 260 E                       | 2.6 L M103.940 I6               | Sedan     |
| 124.026              | 1990–92  | 300 E 2.6                   | 2.6 L M103.940 I6               | Sedan     |
| 124.028              | 1993–94  | 280 E, 300 E 2.8            | 2.8 L M104.942 I6               | Sedan     |
| 124.028              | 1994–96  | E 280                       | 2.8 L M104.942 I6               | Sedan     |
| 124.030              | 1986–92  | 300 E                       | 3.0 L M103.983 I6               | Sedan     |
| 124.031              | 1990–93  | 300 E-24                    | 3.0 L M104.980 I6               | Sedan     |
| 124.032              | 1993–94  | 300 E                       | 3.2 L M104.992 I6               | Sedan     |
| 124.032              | 1994–96  | E 320                       | 3.2 L M104.992 I6               | Sedan     |
| 124.034              | 1992–93  | 400 E                       | 4.2 L M119.975 V8               | Sedan     |
| 124.034              | 1994–96  | E420                        | 4.2 L M119.975 V8               | Sedan     |
| 124.036              | 1991–93  | 500 E                       | 5.0 L M119.974 V8               | Sedan     |
| 124.036              | 1994     | E 500                       | 5.0 L M119.974 V8               | Sedan     |
| 124.036 (option 957) | 1993–94  | E 60 AMG                    | 6.0 L M119 E60 V8               | Sedan     |
| 124.120              | 1986–89  | 200 D                       | 2.0 L OM601.912 Diesel I4       | Sedan     |
| 124.125              | 1986–89  | 250 D                       | 2.5 L OM602.912 Diesel I5       | Sedan     |
| 124.126              | 1993–96  | E 250 Diesel                | 2.5 L OM605.911 Diesel I5       | Sedan     |
| 124.128              | 1990–93  | 250 D Turbo, 300D 2.5 Turbo | 2.5 L OM602.962 Turbo Diesel I5 | Sedan     |
| 124.130              | 1986–93  | 300 D                       | 3.0 L OM603.912 Diesel I6       | Sedan     |
| 124.131              | 1994–96  | E 300 Diesel                | 3.0 L OM606.910 Diesel I6       | Sedan     |
| 124.133              | 1987–93  | 300 D Turbo                 | 3.0 L OM603.960 Turbo Diesel I6 | Sedan     |
| 124.226              | 1986–93  | 260 E 4Matic                | 2.6 L M103.943 I6               | Sedan     |
| 124.230              | 1986–93  | 300 E 4Matic                | 3.0 L M103.985 I6               | Sedan     |
| 124.330              | 1986–93  | 300 D 4Matic                | 3.0 L OM603.913 I6              | Sedan     |
| 124.040              | 1993–94  | 200 CE                      | 2.0 L M111.940 I4               | Coupé     |
| 124.040              | 1994–96  | E 200                       | 2.0 L M111.940 I4               | Coupé     |
| 124.042              | 1993–94  | 220 CE                      | 2.2 L M111.960 I4               | Coupé     |
| 124.042              | 1994–96  | E 220                       | 2.2 L M111.960 I4               | Coupé     |
| 124.043              | 1984–92  | 230 CE                      | 2.3 L M102.982 I4               | Coupé     |
| 124.050              | 1988–89  | 300 CE                      | 3.0 L M103.983 I6               | Coupé     |
| 124.051              | 1990–93  | 300CE-24                    | 3.0 L M104.980 I6               | Coupé     |
| 124.052              | 1993–94  | 300 CE                      | 3.2 L M104.992 I6               | Coupé     |
| 124.052              | 1994–96  | E 320                       | 3.2 L M104.992 I6               | Coupé     |
| 124.060              | 1993–94  | 200 CE                      | 2.0 L M111.940 I4               | Cabriolet |
| 124.060              | 1994–96  | E 200                       | 2.0 L M111.940 I4               | Cabriolet |
| 124.061              | 1990–93  | 300 CE-24                   | 3.0 L M104.980 I6               | Cabriolet |
| 124.062              | 1993–94  | 220 CE                      | 2.2 L M111.960 I4               | Cabriolet |
| 124.062              | 1994–96  | E 220                       | 2.2 L M111.960 I4               | Cabriolet |
| 124.066              | 1993–94  | 300 CE                      | 3.2 L M104.992 I6               | Cabriolet |
| 124.066              | 1994–96  | E 320                       | 3.2 L M104.992 I6               | Cabriolet |
| 124.079              | 1993–94  | 200 TE                      | 2.0 L M111.940 I4               | Combi     |
| 124.079              | 1994–96  | E 200                       | 2.0 L M111.940 I4               | Combi     |
| 124.080              | 1988–93  | 200 T                       | 2.0 L M102.922 I4               | Combi     |
| 124.081              | 1988–93  | 200 TE                      | 2.0 L M102.963 I4               | Combi     |
| 124.082              | 1993–96  | E 220                       | 2.2 L M111.960 I4               | Combi     |
| 124.083              | 1985-92  | 230TE                       | 2.3 L M102.982 I4               | Combi     |
| 124.088              | 1993–94  | 280 TE, 300TE 2.8           | 2.8 L M104.942 I6               | Combi     |
| 124.088              | 1994–96  | E 280                       | 2.8 L M104.942 I6               | Combi     |
| 124.090              | 1988–91  | 300 TE                      | 3.0 L M103.983 I6               | Combi     |
| 124.091              | 1989–92  | 300 TE-24                   | 3.0 L M104.980 I6               | Combi     |
| 124.290              | 1986–93  | 300 TE 4Matic               | 3.0 L M103.985 I6               | Combi     |
| 124.092              | 1993–94  | 300 TE, 320 TE              | 3.2 L M104.992 I6               | Combi     |
| 124.092              | 1994–96  | E 320                       | 3.2 L M104.992 I6               | Combi     |
| 124.180              | 1986–89  | 200 TD                      | 2.0 L OM601.912 Diesel I4       | Combi     |
| 124.185              | 1986–89  | 250 TD                      | 2.5 L OM602.912 Diesel I5       | Combi     |
| [ 15 ]               |          |                             |                                 |           |

### Dimensiuni și masă
| Tip caroserie                                           | Ampatament          | Lungime             | Lățime             | Înălțime                                            | Masa totală         |
| ------------------------------------------------------- | ------------------- | ------------------- | ------------------ | --------------------------------------------------- | ------------------- |
| Sedan                                                   | 2.800 mm (110,2 in) | 4.740 mm (186,6 in) | 1.740 mm (68,5 in) | 1.428 mm (56,2 in) 1.451 mm (57,1 in) (4Matic)      | 1.390 kg (3.064 lb) |
| Sedan LWB                                               | 3.600 mm (141,7 in) | 5.540 mm (218,1 in) | 1.740 mm (68,5 in) | 1.480 mm (58,3 in)                                  | 1.635 kg (3.605 lb) |
| Combi                                                   | 2.800 mm (110,2 in) | 4.765 mm (187,6 in) | 1.740 mm (68,5 in) | 1.489 mm (58,6 in) 1.498 mm (59,0 in) (4Matic)      | 1.510 kg (3.329 lb) |
| Coupé                                                   | 2.715 mm (106,9 in) | 4.655 mm (183,3 in) | 1.740 mm (68,5 in) | 1.394 mm (54,9 in) 1.391 mm (54,8 in) (convertible) | 1.630 kg (3.594 lb) |
| 500 E                                                   | 2.800 mm (110,2 in) | 4.750 mm (187,0 in) | 1.796 mm (70,7 in) | 1.410 mm (55,5 in)                                  | 1.710 kg (3.770 lb) |
| [ 11 ] [ 16 ] [ 17 ] [ 18 ] [ 19 ] [ 20 ] [ 21 ] [ 22 ] |                     |                     |                    |                                                     |                     |

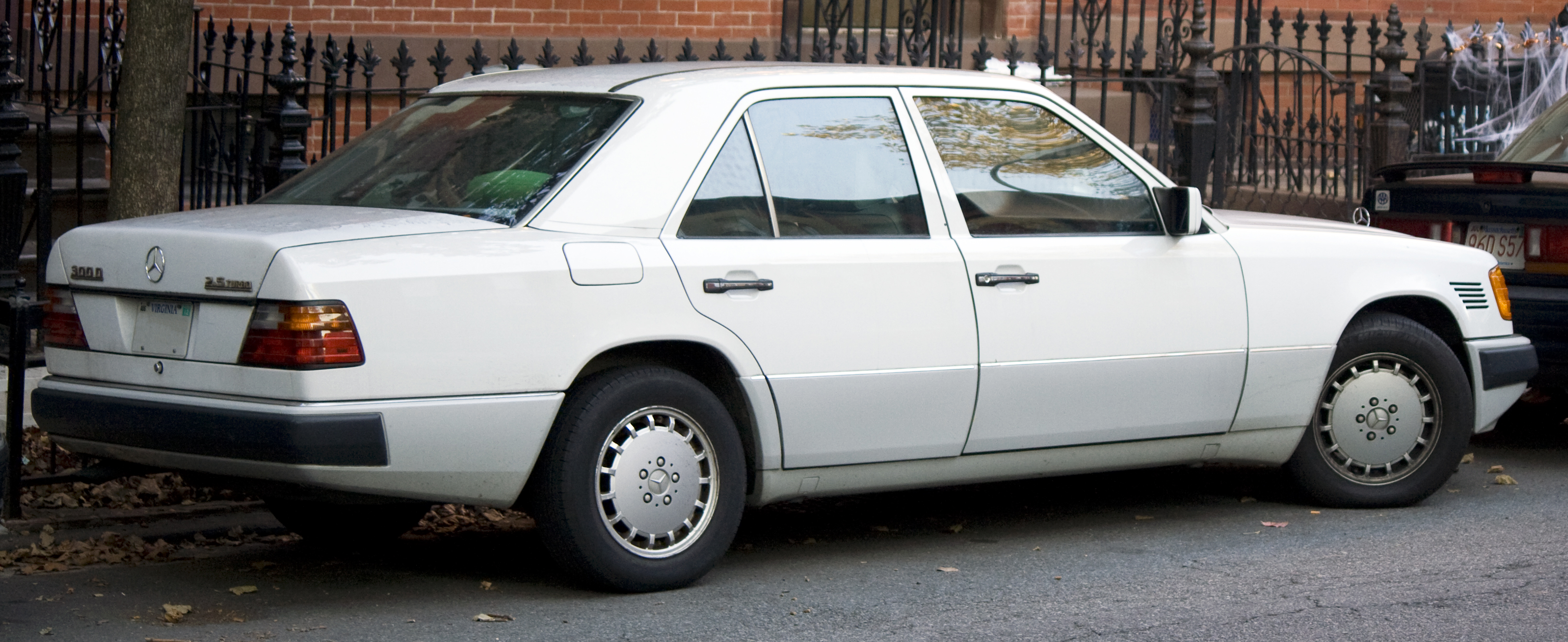
1991 Mercedes-Benz W124 sedan
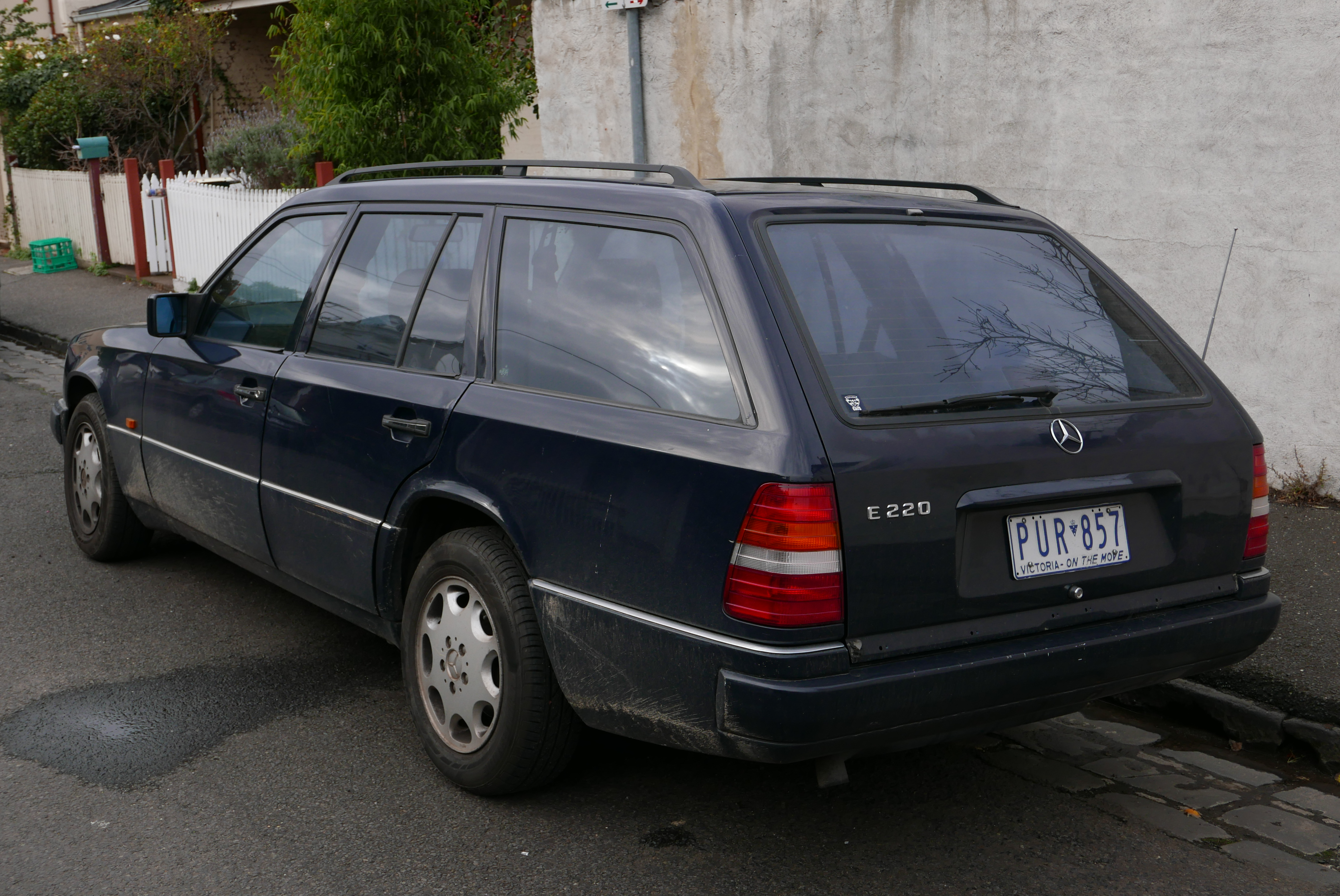
Mercedes-Benz S124 Combi
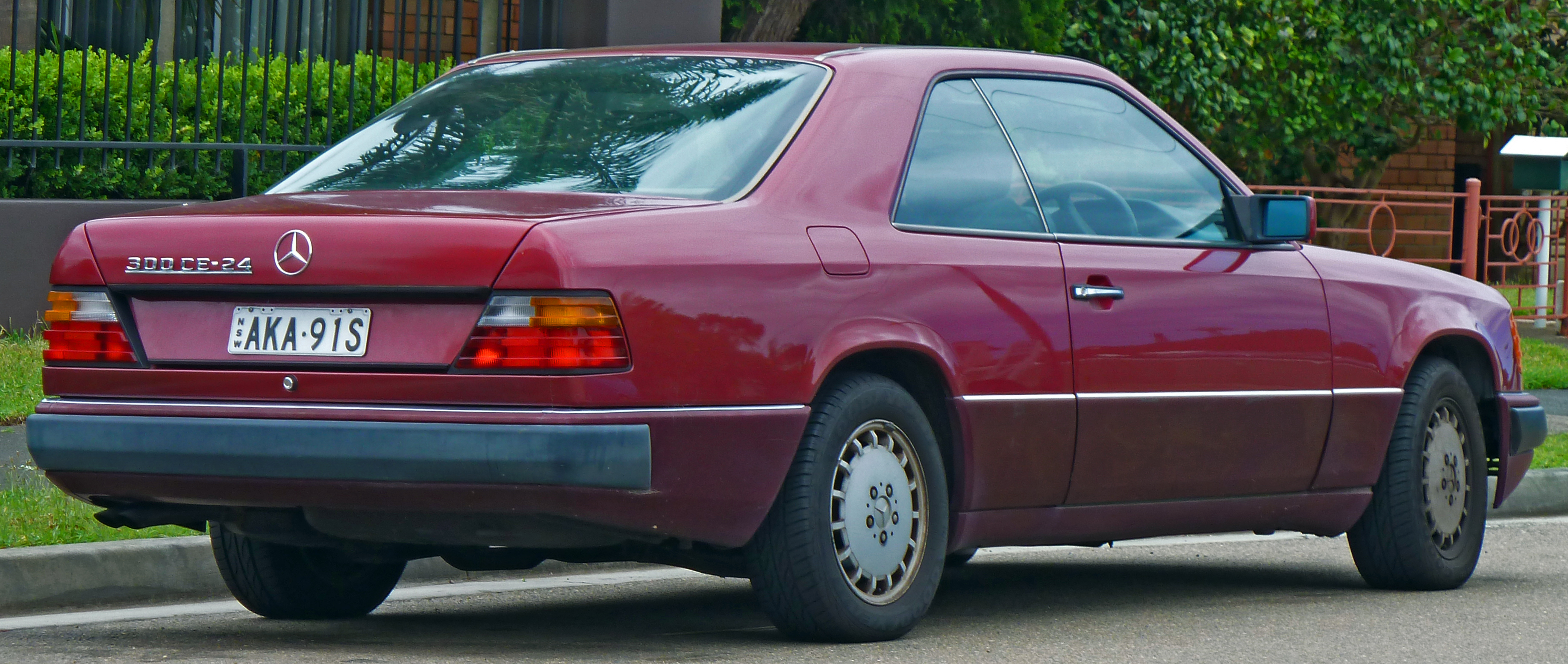
Mercedes-Benz C124 coupé
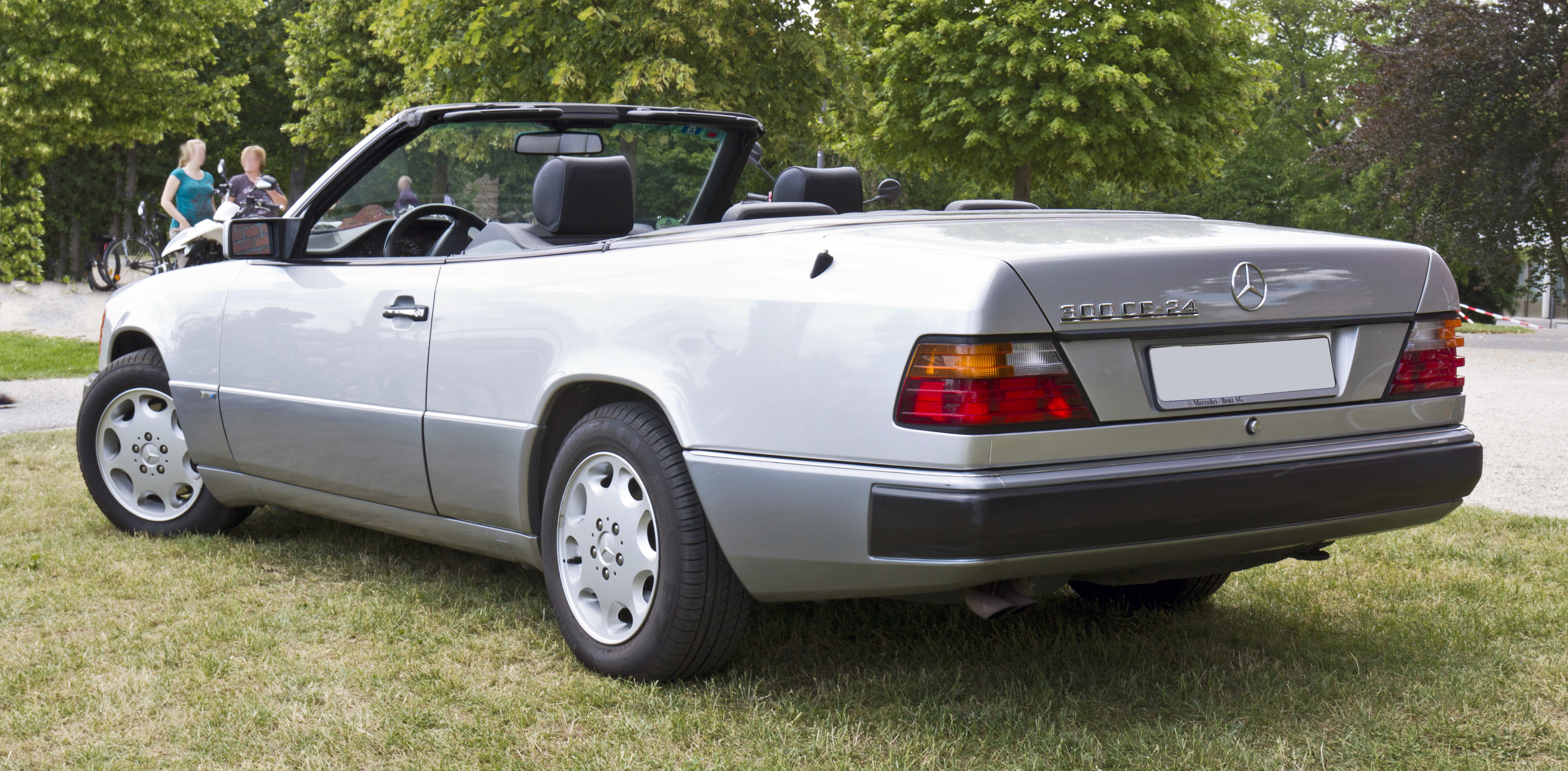
Mercedes-Benz A124 cabrio
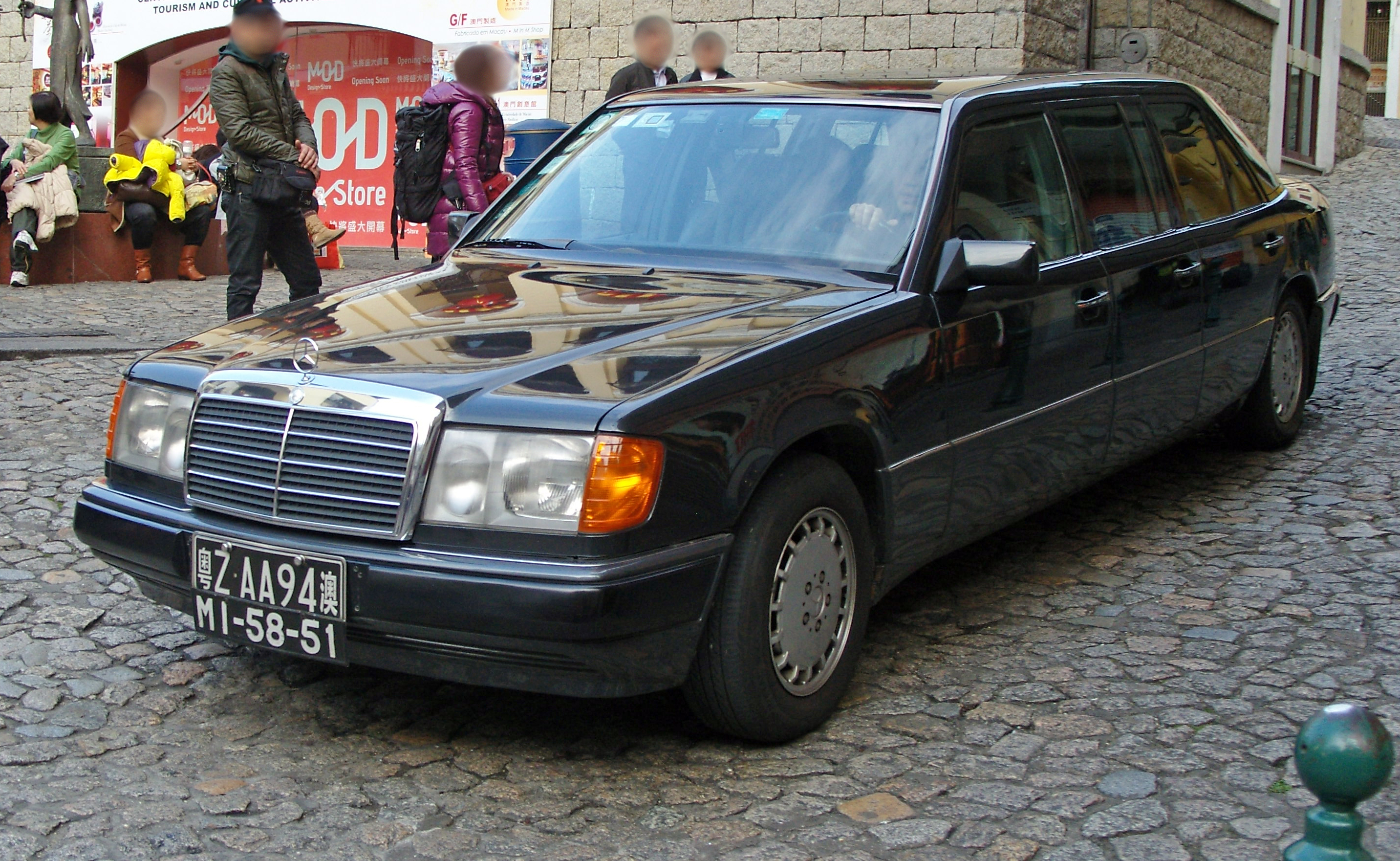
Mercedes-Benz V124 Limuzină
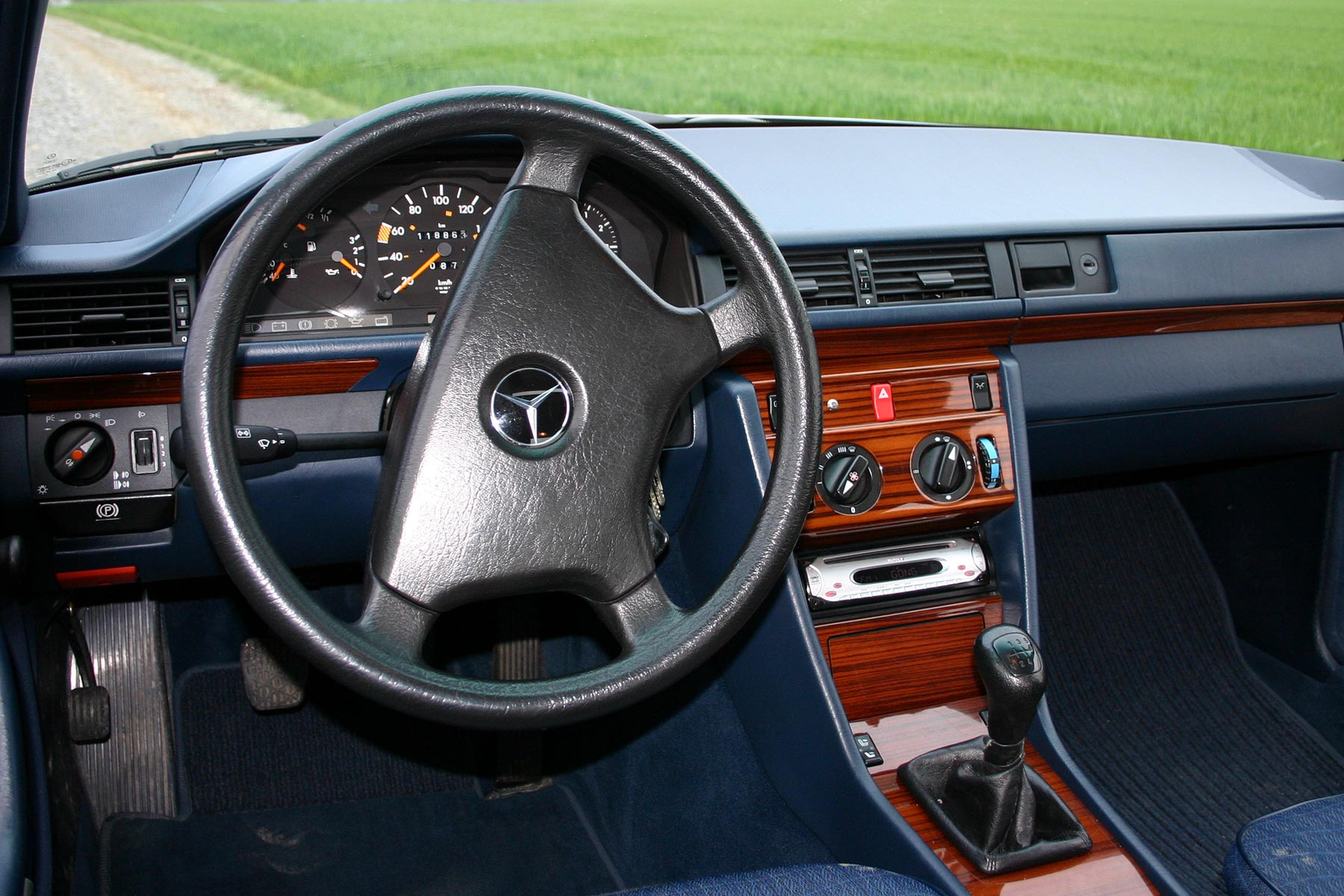
Interior

### Opțiunea Sportline
Mercedes-Benz oferea clienților săi o opțiune, cunoscută ca Sportline pentru automobilele construite pe baza șasiului W124, dar și a lui W201. Această opțiune a fost disponibilă în piața Nord-Amercană pentru modelele: 190E 2.6, (1992 – 1993), 300E și 300CE (1992 – 1993), și E320 / E320 Coupé (1993-1995). În piața europeană, opțiunea Sportline era disponibilă pentru toate șasiurile seriei, cu excepția modelelor E500 / 500E, care aveau toate dotările impuse de opțiunea Sportline incluse în pachetul standard. Pachetul includea scaune sport (la automobilele tip sedan, nu și la cele coupé), jante mai late (7” în loc de 6.5”), profiluri mai largi ale cauciucurilor (205-60 x 15, în loc de 195/95 x 15), grad ridicat de manevrabilitate, un volan cu un diametru mult mai mic, insigne Sportline în partea inferioară a aripilor din față și pe mânerul schimbătorului de viteze, o gardă ceva mai joasă, și suspensii cu ușoare modificări, cu arcuri mai scurte și mai rigide, suporturi speciale, bare anti-frecare și cuzineți.
Componentele sistemului de suspensii incluse în pachetul Sportline, erau disponibile, opțional, pentru toate automobilele, inclusiv pentru cele tip combi.

### 500 E

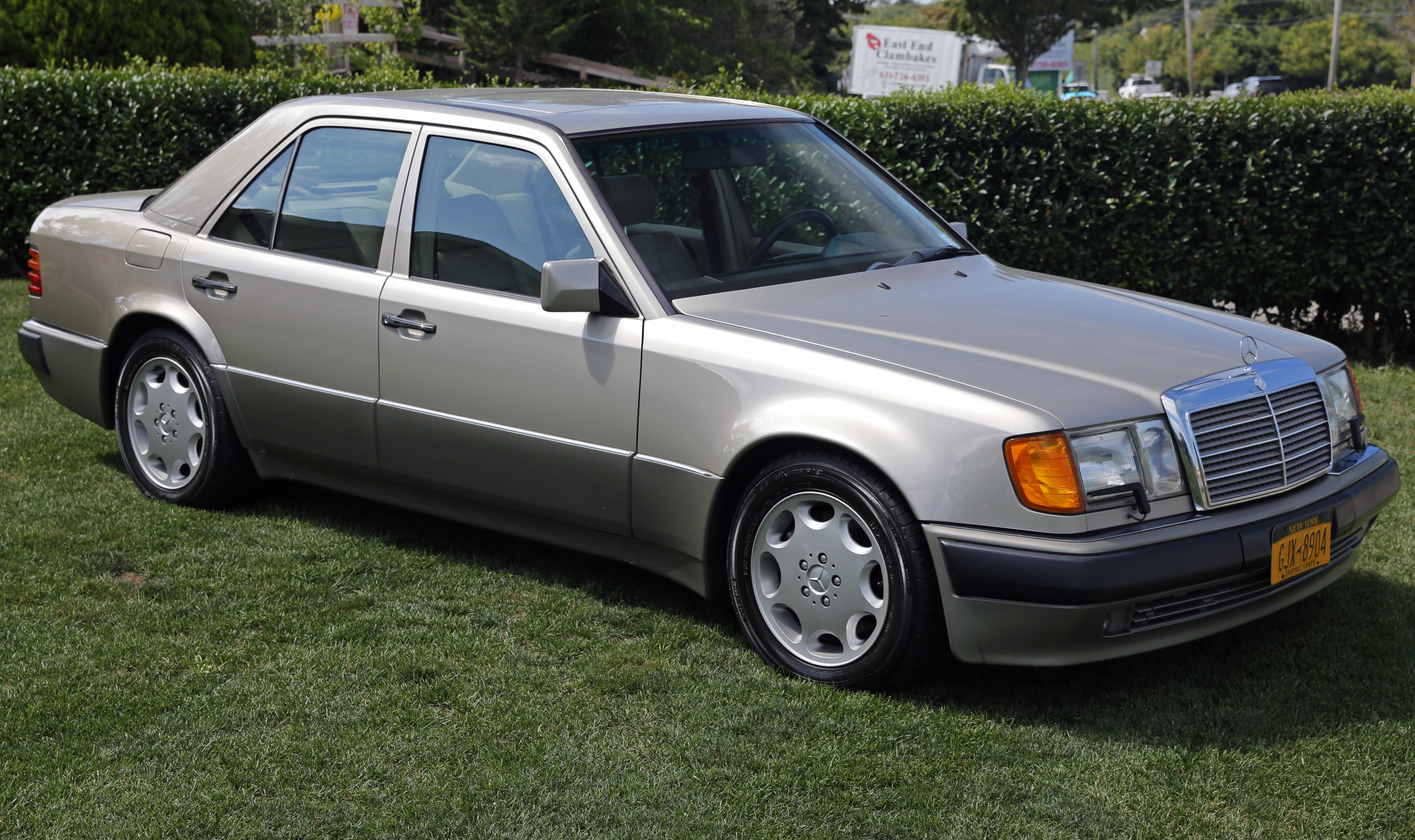
1992 Mercedes-Benz 500 E (W124; US)

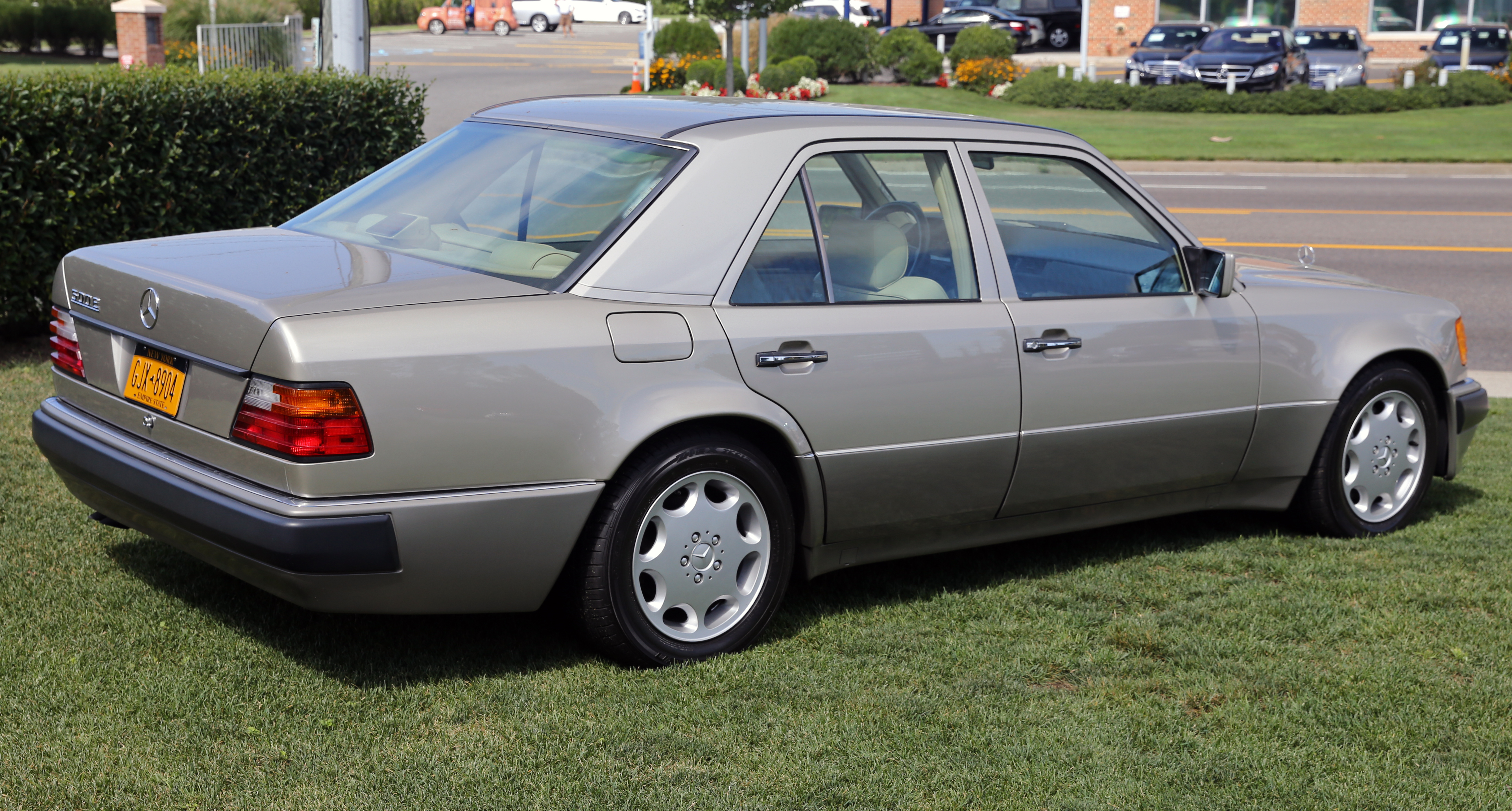
1992 Mercedes-Benz 500 E (W124; US)

Mercedes a inclus în seria W124 și un automobil cu standarde ridicate de performanță, 500E, creată împreună cu cei de la Porsche, și asamblată de aceștia din urmă. Acesta era dotat cu un motor M119 V8 de 5.0 L, cu 32 de valve. Noul motor îl avea la bază pe cel al modelului sport 500SL (R129), iar suspensiile și designul șasiului au fost create de Porsche, spre a crește performanța mașinii.

### Masterpiece
În unele țări, ultimul lot de Mercedes-Benz W124 a fost vândut ca ediție limitată de Masterpiece, în 1995. Odată lansarea iminentă a succesorului său, Mercedes-Benz W210, exemplarele de W124 rămase pe stocuri au primit câteva noi accesorii precum volanul din lemn de nuc (opțional), airbag frontal pentru pasager, torpedou din lemn de nuc, amplasat în partea centrală a bordului mașinii, parasolare laterale și pentru locurile din spate, acționate electric (opționale). Au mai existat și 4 accesorii unice, care le-au fost adăugate automobilelor seriei Masterpiece, și care nu erau disponibile altor mașini din gama W124, nicăieri în lume. Acestea erau: un schimbător de viteze gravat cu sigla Masterpiece, stâlpi din oțel gravați cu Mercedes-Benz, sigla Masterpiece, în partea dreaptă a portbagajului și noile jante cu 6 orificii, din aliaj ușor , create special pentru această gamă de top.

## Motorizare
| Tip motor   | Cil. | Putere                  | Torsiune            | 0–100 km/h (sec.) | Viteză maximă              | Consum de carburant (Euro mix)            |
| ----------- | ---- | ----------------------- | ------------------- | ----------------- | -------------------------- | ----------------------------------------- |
|             |      |                         |                     |                   |                            |                                           |
| Benzină     |      |                         |                     |                   |                            |                                           |
| 2.0 8V      | I4   | 105 PS (77 kW; 104 CP)  | 160 N·m (118 lb·ft) | 12.6              | 187 km/h (116 mph)         |                                           |
| 2.0 8V      | I4   | 109 PS (80 kW; 108 CP)  | 170 N·m (125 lb·ft) |                   |                            |                                           |
| 2.0 8V      | I4   | 118 PS (87 kW; 116 CP)  | 172 N·m (127 lb·ft) | 12.0–14.0         | 175–190 km/h               | 8,6 L/100 km (33 mpg-imp; 27 mpg-US)      |
| 2.3 8V      | I4   | 132 PS (97 kW; 130 CP)  | 198 N·m (146 lb·ft) | 10.4              | 204 km/h (127 mph)         |                                           |
| 2.0 16V     | I4   | 136 PS (100 kW; 134 CP) | 190 N·m (140 lb·ft) | 11.5–12.1         | 183–200 km/h               | 8,7 L/100 km (32 mpg-imp; 27 mpg-US)      |
| 2.3 8V      | I4   | 136 PS (100 kW; 134 CP) | 205 N·m (151 lb·ft) | 11.2–13.5         | 185–200 km/h               | 9,0 L/100 km (31 mpg-imp; 26 mpg-US)      |
| 2.2 16V     | I4   | 150 PS (110 kW; 148 CP) | 210 N·m (155 lb·ft) | 10.6–11.1         | 193–210 km/h               | 8,8 L/100 km (32 mpg-imp; 27 mpg-US)      |
| 2.6 12V     | I6   | 160 PS (118 kW; 158 CP) | 220 N·m (162 lb·ft) | 9.0-11.3          | 200–215 km/h (124–134 mph) |                                           |
| 2.6 12V     | I6   | 166 PS (122 kW; 164 CP) | 230 N·m (170 lb·ft) | 8.7–10.5          | 210–218 km/h               | 10,0 L/100 km (28 mpg-imp; 24 mpg-US)     |
| 2.6 12V     | I6   | 170 PS (125 kW; 168 CP) | 240 N·m (177 lb·ft) | 8.7               | 212 km/h                   | 10,5 L/100 km (27 mpg-imp; 22 mpg-US)     |
| 3.0 12V     | I6   | 180 PS (132 kW; 178 CP) | 255 N·m (188 lb·ft) | 7.9–9.1           | 207–225 km/h               | 10,9 L/100 km (26 mpg-imp; 21,6 mpg-US)   |
| 3.0 12V     | I6   | 188 PS (138 kW; 185 CP) | 260 N·m (192 lb·ft) | 7.9–9.6           | 207–228 km/h               | 10,9 L/100 km (26 mpg-imp; 21,6 mpg-US)   |
| 2.8 24V     | I6   | 193 PS (142 kW; 190 CP) | 270 N·m (199 lb·ft) | 8.8-10.2          | 213–230 km/h (132–143 mph) | 10,7 L/100 km (26 mpg-imp; 22 mpg-US)     |
| 2.8 24V     | I6   | 197 PS (145 kW; 194 CP) | 270 N·m (199 lb·ft) | 8.8–9.1           | 213–230 km/h               | 10,7 L/100 km (26 mpg-imp; 22 mpg-US)     |
| 3.0 24V     | I6   | 220 PS (162 kW; 217 CP) | 265 N·m (195 lb·ft) | 7.8–8.4           | 217–237 km/h               | 11,0 L/100 km (26 mpg-imp; 21,4 mpg-US)   |
| 3.2 24V     | I6   | 220 PS (162 kW; 217 CP) | 310 N·m (229 lb·ft) | 7.8–8.3           | 235–243 km/h               | 10,9 L/100 km (26 mpg-imp; 21,6 mpg-US)   |
| 3.6 24V AMG | I6   | 272 PS (200 kW; 268 CP) | 385 N·m (284 lb·ft) | 7.0–7.2           | 250 km/h (155 mph)         | 11,0 L/100 km (26 mpg-imp; 21,4 mpg-US)   |
| 4.2 32V     | V8   | 279 PS (205 kW; 275 CP) | 400 N·m (295 lb·ft) | 6.8               | 250 km/h (155 mph)         | 11,8 L/100 km (24 mpg-imp; 19,9 mpg-US)   |
| 5.0 32V     | V8   | 320 PS (235 kW; 316 CP) | 480 N·m (354 lb·ft) | 5.9               | 250 km/h (155 mph)         | 13,5 L/100 km (20,9 mpg-imp; 17,4 mpg-US) |
| 5.0 32V     | V8   | 326 PS (240 kW; 322 CP) | 480 N·m (354 lb·ft) | 5.9               | 250 km/h (155 mph)         | 13,5 L/100 km (20,9 mpg-imp; 17,4 mpg-US) |
| 6.0 32V     | V8   | 381 PS (280 kW; 376 CP) | 580 N·m (428 lb·ft) | 5.4               | 250 km/h (155 mph)         | 14,5 L/100 km (19,5 mpg-imp; 16,2 mpg-US) |
| Diesel      |      |                         |                     |                   |                            |                                           |
| 2.0 8V D    | I4   | 75 PS (55 kW; 74 CP)    | 126 N·m (93 lb·ft)  | 19.5–21.5         | 160–180 km/h (99–112 mph)  | 6,7 L/100 km (42 mpg-imp; 35 mpg-US)      |
| 2.0 16V D   | I4   | 109 PS (80 kW; 108 CP)  | 123 N·m (91 lb·ft)  | 17.6              | 195 km/h (121 mph)         |                                           |
| 2.5 10V D   | I5   | 90 PS (66 kW; 89 CP)    | 154 N·m (114 lb·ft) | 16.5              | 175 km/h (109 mph)         |                                           |
| 2.5 10V D   | I5   | 94 PS (69 kW; 93 CP)    | 158 N·m (117 lb·ft) | 16.5–18.5         | 160–165 km/h               | 7,2 L/100 km (39 mpg-imp; 33 mpg-US)      |
| 3.0 12V D   | I6   | 111 PS (82 kW; 109 CP)  | 185 N·m (136 lb·ft) | 13.7              | 190 km/h (118 mph)         |                                           |
| 2.5 20V D   | I5   | 113 PS (83 kW; 111 CP)  | 173 N·m (128 lb·ft) | 18.5–20.4         | 190 km/h                   | 6,8 L/100 km (42 mpg-imp; 35 mpg-US)      |
| 3.0 12V D   | I6   | 117 PS (86 kW; 115 CP)  | 191 N·m (141 lb·ft) | 15.0–16.4         | 175–190 km/h               | 7,8 L/100 km (36 mpg-imp; 30 mpg-US)      |
| 2.5 10V TD  | I5   | 122 PS (90 kW; 120 CP)  | 225 N·m (166 lb·ft) | 12.3              | 195 km/h (121 mph)         |                                           |
| 2.5 10V TD  | I5   | 126 PS (93 kW; 124 CP)  | 231 N·m (170 lb·ft) | 12.5–13.0         | 190–195 km/h               | 7,5 L/100 km (38 mpg-imp; 31 mpg-US)      |
| 3.0 24V D   | I6   | 136 PS (100 kW; 134 CP) | 210 N·m (155 lb·ft) | 12.8–13.8         | 187–200 km/h               | 7,4 L/100 km (38 mpg-imp; 32 mpg-US)      |
| 3.0 12V TD  | I6   | 143 PS (105 kW; 141 CP) | 267 N·m (197 lb·ft) | 10.9              | 202 km/h (126 mph)         |                                           |
| 3.0 12V TD  | I6   | 147 PS (108 kW; 145 CP) | 273 N·m (201 lb·ft) | 10.9–12.8         | 186–200 km/h               | 7,8 L/100 km (36 mpg-imp; 30 mpg-US)      |

## Siguranță
Principalele inovații pe care le aducea seria W124 erau legate de siguranța pasagerilor automobilului. Derivată din seria  Mercedes 190 (W201), cu care W124 împarte configurația de bază, caroseria sa pătrățoasă a fost proiectată pentru a rezista unei ciocniri cu un corp din beton, la o viteză de 35 mph (56 km/h), fără a produce răni serioase ocupanților săi, sau daune importante cabinei automobilului. În plus, acesta avea un parbriz securizat care rămânea pe loc, și uși care, în eventualitatea unui accident, să poată fi deschise cu ușurință, fără a utiliza unelte speciale pentru descarcerare. Testul pentru accidente creat de Mercedes, a devenit, destul de repede, testul standard al Euro-NCAP , iar în prezent, acesta este testul standard folosit în întreaga Uniune Europeană. Spre deosebire de Euro-NCAP, Mercedes și-a dorit ca seria W124 să fie rezistentă în cazul unui impact mediu, atât din față, cât și din spate.
Seria de automobile W124 era de asemenea dotată cu un airbag pentru șofer (opțional pentru Europa, ulterior devenit standard în SUA), centuri de siguranță cu pretensionare electro-mecanice (standard), pentru ambii pasageri din față, iar în partea din spate, acesta avea centuri care se adaptau în mod automat la dimensiunile ocupanților (standard), pedale care, în caz de impact frontal, se deplasau în sens invers (departe de picioarele șoferului, înspre botul mașinii) separând cabina de compartimentul motorului; și portierele veneau cu cotiere cu elemente ușor deformabile, care reduceau riscul producerii unor vătămări abdominale, în cazul unui impact lateral.
Bordul, construit din spumă artificială cu putere mare de absorbție a șocului, era ranforsat cu un strat subțire de aluminiu, care împiedica furtunele, valvele, carcasele și orice alte componente ale sistemului de încălzire și ale motorului să penetreze panoul bordului și să pătrundă în cabina automobilului, în eventualitatea unui impact major. Torpedoul avea de asemenea un punct de ruptură, pre-stabilit, care reducea considerabil posibilitatea vătămării pasagerului din dreapta.
Făcând abstracție de Mercedes 190, W124 este primul automobil din istorie, produs în serie, care a folosit întreaga gamă de aliaje ușoare de oțel ranforsat, care, în prezent, sunt elemente standard în designul oricărei mașini.
Din ultima parte a lui 1988, W124 a fost unul dintre primele autoturisme care oferea opțiunea unui airbag lateral pentru pasagerul din dreapta-față, care era disponibil inițial doar în Europa, iar din 1990 a pătruns și în America de Nord.

## Calitatea construcției

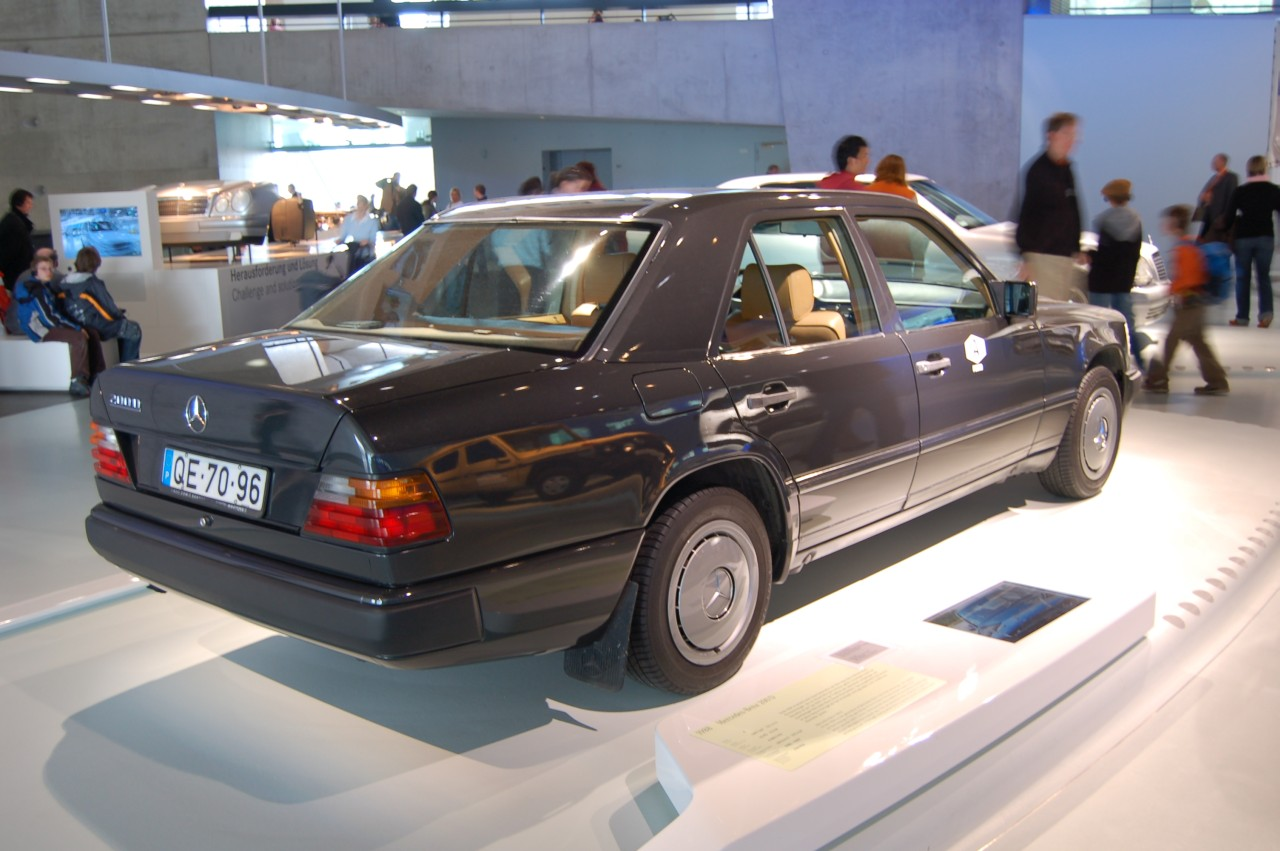
Million-mile taxi W124

Seria W124 era bine cunoscută pentru fiabilitatea de care dăduse dovadă. În 1995, versiunea cu motor diesel a seriei ocupa locul fruntaș în categoria automobilelor din clasa medie, în urma unui sondaj referitor la fiabilitatea mașinilor cu vechime de 4-6 ani, realizat de Asociația Germană a Automobilelor (ADAC). Aceasta înregistra un procent de defectare de 11.8 la 1000 de autovehicule cu 4 ani vechime, și 21.6 la automobilele cu 6 ani vechime.